# Quân khu 9, Quân đội nhân dân Việt Nam
Quân khu 9 (trước đây là Chiến khu 9) thuộc Bộ Quốc phòng Việt Nam là một trong 7 quân khu hiện nay của Quân đội nhân dân Việt Nam có nhiệm vụ quản lý, tổ chức, xây dựng và chỉ huy quân đội chiến đấu bảo vệ vùng Đồng bằng sông Cửu Long và vùng biển phía nam Việt Nam, bảo vệ khu vực 5 tỉnh, thành phố là thành phố Cần Thơ, tỉnh Vĩnh Long, tỉnh Đồng Tháp, tỉnh Cà Mau và tỉnh An Giang. 

## Lịch sử
- Ngày 10/12/1945, thành lập Chiến khu 8 và Chiến khu 9.

1. Chiến khu 8 gồm các tỉnh: Tân An, Gò Công, Mỹ Tho, Bến Tre và Sa Đéc.
2. Chiến khu 9 gồm các tỉnh: Cần Thơ, Sóc Trăng, Rạch Giá, Hà Tiên, Bạc Liêu, Long Xuyên, Châu Đốc, Vĩnh Long và Trà Vinh.

- Năm 1946, hai tỉnh Vĩnh Long và Trà Vinh giao lại cho Chiến khu 8.
- Cuối năm 1947 hai tỉnh Long Xuyên, Châu Đốc nhập lại rồi chia thành hai tỉnh mới là Long Châu Tiền và Long Châu Hậu (lấy sông Hậu làm ranh giới hai tỉnh). Long Châu Tiền thuộc Khu 8, Long Châu Hậu thuộc Khu 9.
- Tháng 12/1950, tỉnh Hà Tiên nhập vào Long Châu Hậu, lấy tên tỉnh là Long Châu Hà thuộc Khu 9.
- Cuối năm 1961 đầu năm 1962, Quân khu 8 (còn gọi là Quân khu 2) và Quân khu 9 (còn gọi là Quân khu 3) được thành lập trở lại.

1. Quân khu 8 gồm các tỉnh: Tân An, Mỹ Tho, Gò Công, Long Xuyên, Châu Đốc, Sa Đéc và Bến Tre.
2. Quân khu 9 gồm các tỉnh: Vĩnh Long, Trà Vinh, Cần Thơ, Sóc Trăng (thêm một phần tỉnh Bạc Liêu), Rạch Giá, Cà Mau (gồm một phần tỉnh Bạc Liêu) và Hà Tiên.

- Năm 1969 thành lập tỉnh Châu Hà, gồm tỉnh Hà Tiên và phần đất phía Nam sông Hậu của tỉnh Châu Đốc.
- Cuối năm 1974 tỉnh Châu Hà đổi thành tỉnh Long Châu Hà, thêm phần đất phía Nam sông Hậu của tỉnh Long Xuyên.
- Giữa năm 1972, thị xã Cần Thơ được nâng cấp lên thành phố trực thuộc khu 9.
- Cuối năm 1973, Quân khu 9 thành lập lại tỉnh Bạc Liêu.
- Cuối năm 1975, hai Quân khu 8 và 9 trong chiến tranh được sáp nhập lại thành Quân khu 9, gồm 9 tỉnh đồng bằng sông Cửu Long: Long An, Tiền Giang, Bến Tre, Đồng Tháp, Cửu Long, Hậu Giang, An Giang, Kiên Giang, Minh Hải
- Tháng 12/1991, tỉnh Cửu Long tách ra thành 2 tỉnh Vĩnh Long và Trà Vinh; tỉnh Hậu Giang tách ra thành tỉnh Cần Thơ và Sóc Trăng
- Tháng 12/1996, tỉnh Minh Hải tách ra thành tỉnh Cà Mau và Bạc Liêu (bắt đầu hoạt động từ năm 1997).
- Tháng 12/2003 tỉnh Cần Thơ tách ra thành thành phố Cần Thơ (trực thuộc Trung ương) và tỉnh Hậu Giang (bắt đầu hoạt động từ năm 2004).
- Đến nay địa bàn Quân khu 9 có 12 tỉnh, thành phố (riêng Cần Thơ là thành phố trực thuộc Trung ương) là: Tiền Giang, Bến Tre, Đồng Tháp, Vĩnh Long, Trà Vinh, Hậu Giang, Sóc Trăng, Bạc Liêu, Cà Mau, An Giang, Kiên Giang và thành phố Cần Thơ - nghĩa là vùng Tây Nam Bộ (Long An thuộc Quân khu 7).

## Trụ sở
Bộ Tư lệnh Quân khu 9 đặt tại số 11-13 Đường Cách Mạng Tháng Tám, Phường An Thới, Quận Bình Thủy, Thành phố Cần Thơ.

## Lãnh đạo hiện nay
- Tư lệnhː Trung tướng Nguyễn Xuân Dắt (sinh năm 1967)
- Chính ủyː Trung tướng Hồ Văn Thái (sinh năm 1968)
- Phó Tư lệnh, Tham mưu trưởngː Thiếu tướng Chiêm Thống Nhất (sinh năm 1976)
- Phó Tư lệnh Kinh Tế, Đối ngoại: Thiếu tướng Nguyễn Văn Tiền (sinh năm 1966)
- Phó Tư lệnh Hậu cần: Thiếu tướng Nguyễn Minh Triều (sinh năm 1967)
- Phó Tư lệnh Kỹ thuật: Thiếu tướng Quách Văn Nhỏ (sinh năm 1972)
- Phó Chính ủy: Thiếu tướng Huỳnh Văn Ngon (07.2023-nay)( sinh năm 1971)

## Tổ chức Đảng bộ
Từ năm 2006 thực hiện chế độ Chính ủy, Chính trị viên trong Quân đội. Tổ chức Đảng bộ trong Quân khu 9 theo phân cấp như sau:
- Đảng bộ Quân khu 9 là cao nhất.
- Đảng bộ Bộ Tham mưu, Cục Chính trị, Cục Hậu cần, Cục Kỹ thuật, các Sư đoàn, Lữ đoàn, Bộ chỉ huy quân sự tỉnh (tương đương cấp Sư đoàn)
- Đảng bộ các đơn vị cơ sở trực thuộc các Cục, Sư đoàn (tương đương cấp Tiểu đoàn và Trung đoàn)
- Chi bộ các cơ quan đơn vị trực thuộc các đơn vị cơ sở (tương đương cấp Đại đội

## Tổ chức chính quyền

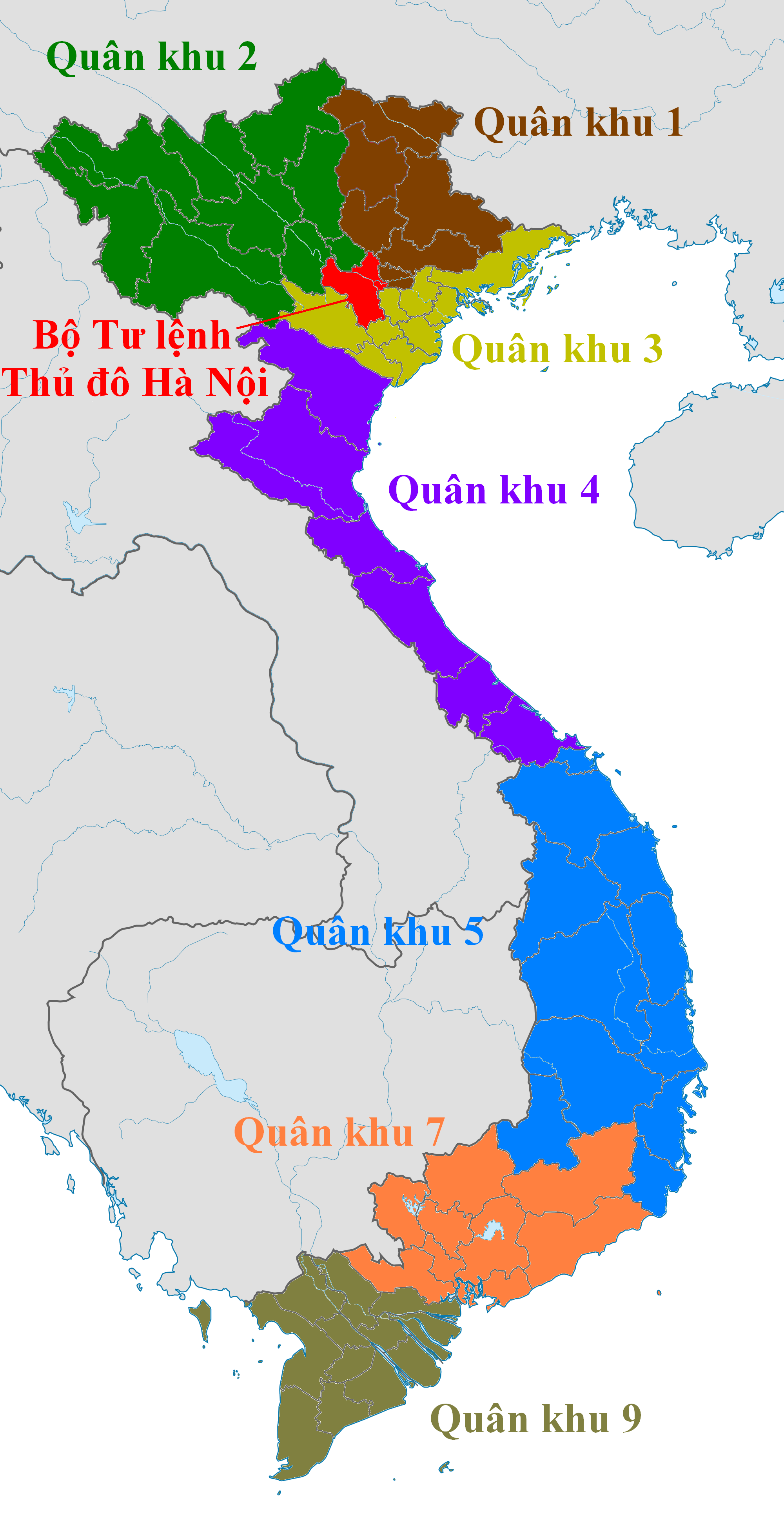
Các quân khu hiện tại của Việt Nam

### Cơ quan trực thuộc
- Văn phòng
- Thanh tra
- Phòng Tài chính
- Phòng Khoa học quân sự
- Phòng Thông tin khoa học quân sự
- Phòng Điều tra hình sự
- Phòng Thi hành án hình sự
- Phòng Kinh tế
- Tòa án Quân sự Quân khu 9
- Viện kiểm sát Quân sự Quân khu 9

### Bộ Tham mưu
- Tham mưu trưởngː Thiếu tướng Chiêm Thống Nhất (nguyên CHT BCHQS TP Cần Thơ)
- Phó Tham mưu trưởng - Bí thư Đảng ủyː Thiếu tướng Huỳnh Chiến Công ( sinh năm 1969) (nguyên CHT BCHQS Hậu Giang, nguyên Sư đoàn trưởng Sư đoàn 330)
- Phó Tham mưu trưởng: Đại tá Nguyễn Chí Linh ( sinh năm 1969) (nguyên Hiệu trưởng Trường Quân sự Quân khu 9)
- Phó Tham mưu trưởng: Đại tá Trần Văn Ngạn (nguyên Chủ nhiệm Khoa Chiến dịch- Học viện Lục quân)
- Phó Tham mưu trưởng: Đại tá Nguyễn Việt Hùng (nguyên Sư đoàn trưởng Sư đoàn 330)
- Phó Tham mưu trưởng: Đại tá Trương Thanh Phong (nguyên CHT BCHQS tỉnh Trà Vinh)
- Đại tá: Phạm Văn Thân ( nguyên chỉ huy trưởng Hậu Giang)
- Đại tá: Thạch Thanh Tú ( Nguyên chỉ huy trưởng An Giang)

### Cục Chính trị
- Chủ nhiệm: Đại tá  Dương Công Sang ( sinh năm 1976) (02.2025-nay) (nguyên Chính ủy Bộ CHQS tỉnh Đồng Tháp, nguyên Chính ủy Sư đoàn 330)
- Phó Chủ nhiệm - Bí thư Đảng ủy:  Thiếu tướng Trịnh Hoàng Phong (sinh năm 1973) (nguyên chính ủy Bộ CHQS tỉnh Đồng Tháp). (03/2024-nay)

- Phó Chủ nhiệm: Đại tá Lê Hoàng Giữ ( sinh năm 1971) (nguyên Chính ủy Bộ CHQS tỉnh Bạc Liêu)
- Phó Chủ nhiệm: Đại tá Nguyễn Văn Trường

### Cục Hậu cần - Kỹ thuật
- Chủ nhiệm: Đại tá Phạm Hồng Thắng (11/2024-nay)
- Chính ủy: Đại tá Lê Văn Việt (11/2024-nay)

### Đơn vị trực thuộc Quân khu
- Bộ Chỉ huy quân sự thành phố Cần Thơ

Chỉ huy trưởng: Đại tá Huỳnh Văn Hung (04.2023-nay)
Chính ủy: Đại tá Phạm Ngọc Quang
- Bộ Chỉ huy quân sự tỉnh An Giang

Chỉ huy trưởng: Đại tá Thạch Thanh Tú (07.2023-nay)
Chính Ủy: Đại Tá Nguyễn Thúc Linh
Bộ Chỉ huy quân sự tỉnh Cà Mau
Chỉ huy trưởng: Đại tá Nguyễn Văn Hùng (3.2020- nay)
- Bộ Chỉ huy quân sự tỉnh Vĩnh Long

Chỉ huy trưởng: Đại tá Trần Minh Trang (2.2020-nay)
Chính ủy: Đại tá Phạm Văn Khiêm
- Bộ Chỉ huy quân sự tỉnh Đồng Tháp

Chỉ huy trưởng: Đại tá Nguyễn Hữu Cương (1971)(3.2020-nay)
Chính uỷ: Đại tá Nguyễn Việt Thắng (02/2025-nay)
- Sư đoàn Bộ binh 4[3]
- Sư đoàn Bộ binh 8[4]
- Sư đoàn Bộ binh 330[5]
- Lữ đoàn 962[6]
- Lữ đoàn Pháo binh 6[7]
- Lữ đoàn Thông tin 29[8]
- Lữ đoàn Công binh 25[9]
- Lữ đoàn Phòng không 226[10]
- Lữ đoàn 950[11]
- Lữ đoàn Tăng - Thiết giáp 416[12]
- Trường bắn Chi Lăng
- Trường Quân sự quân khu 9[13]
- Trường Cao đẳng nghề số 9[14]
- Công ty 622[15]
- Đoàn Kinh tế quốc phòng 959
- Đoàn Kinh tế quốc phòng 915
- Trung đoàn 152

### Đơn vị trực thuộc Cục
- Tiểu đoàn Đặc công 2012, Bộ Tham mưu[16]
- Tiểu đoàn Trinh sát, Bộ Tham mưu
- Tiểu đoàn Tác chiến điện tử 97, Bộ Tham mưu
- Tiểu đoàn Phòng hóa, Bộ Tham mưu
- Tiểu đoàn Vệ binh, Bộ Tham mưu
- Bảo tàng Quân khu 9, Cục Chính trị[17]
- Báo Quân khu 9, Cục Chính trị[1]
- Xưởng in báo, Cục Chính trị
- Đoàn an điều dưỡng 30, Cục Chính trị
- Lữ đoàn Vận tải 659, Cục Hậu cần[18]
- Bệnh viện Quân y 120, Cục Hậu cần[19]
- Bệnh viện Quân y 121, Cục Hậu cần[20]
- Kho Xăng K34, Cục Hậu cần
- Xưởng may, Cục Hậu Cần
- kho Xưởng dược, Cục Hậu Cần
- Trung tâm Nuôi trồng Nghiên cứu Chế biến dược liệu (trại rắn Đồng Tâm), Cục Hậu cần
- Kho K301, Cục Kỹ thuật[21]
- Kho K302, Cục Kỹ thuật[21]
- Kho K303, Cục Kỹ thuật[21]
- Xưởng X201, Cục Kỹ thuật[21]
- Xưởng X202, Cục Kỹ thuật[21]
- Xưởng X203, Cục Kỹ thuật[21]
- Xí nghiệp 627, Cục Kỹ thuật

## Khen thưởng
- 03 Huân chương Sao vàng (1988, 1995, 2010)[22]

## Tư lệnh qua các thời kỳ
| TT | Họ tên Năm sinh-năm mất                                               | Thời gian đảm nhiệm | Cấp bậc tại nhiệm                     | Chức vụ cuối cùng | Ghi chú                                                       |
| -- | --------------------------------------------------------------------- | ------------------- | ------------------------------------- | --- | ------------------------------------------------------------- |
| 1  | Nguyễn Thành Thơ (Nguyễn Kiến Lập; Mười Thơ; Mười Khẩn) (1925 - 2015) | 1953 - 1969         | "Tướng không sao"                     | Bí Thư - Kiêm Trưởng ban quân sự (1953-1969) Trưởng Ban Binh Vận TW Cục Miền Nam (1970) Phó Bí Thư Thường trực (T4) SG-GĐ-CL (1971) Chỉ huy cánh B chiếm SG 30/04/1975 Phó Bí Thư Thường Trực - Phó Chủ tịch UBND TP HCM (1976) - UV TW Đảng khóa IV Kiêm Phó Chủ Tịch Thường Trực Hội Nông Dân VN (1977), (1988) | Tư lệnh đầu tiên UV TW Đảng khóa IV Đại BIểu Quốc Hội khóa VI |
| 2  | Đồng Văn Cống (1918-2005)                                             | 1964-1969           | Đại tá                                | Thiếu tướng (1974), Trung tướng (1980) Phó Tổng Thanh tra Quân đội Việt Nam (1982-1982) |                                                               |
| 3  | Lê Đức Anh (1920-2019)                                                | 1969-1973           | Đại tá (1958)                         | Đại tướng (1984) Chủ tịch nước (1992-1997) |                                                               |
| 4  | Phạm Ngọc Hưng (1918-1999)                                            | 1973-1976           | Thiếu tướng (1974)                    | Phó Tư lệnh Quân khu 9 (1976-1983) |                                                               |
| 5  | Lê Đức Anh (1920-2019)                                                | 1976-1978           | Thiếu tướng (1974) Trung tướng (1974) | Thượng tướng (1980, Đại tướng (1984) Chủ tịch nước (1992-1997) |                                                               |
| 6  | Nguyễn Chánh (1917-2001)                                              | 1978-1979           | Thiếu tướng Trung tướng (1978)        | Chủ nhiệm Tổng cục Hậu cần (1979-1985) |                                                               |
| 7  | Trần Văn Nghiêm (1923-1985)                                           | 1979-1983           | Trung tướng (1984)                    | Nguyên Phó Tư lệnh Quân khu 9 (1977-1979) Cục phó Cục Tác chiến (1963-1964) |                                                               |
| 8  | Nguyễn Thới Bưng (1927-2014)                                          | 1983-1986           | Thiếu tướng (1983) Trung tướng (1988) | Phó Tổng Tham mưu trưởng (1989-1992) Thứ trưởng Bộ Quốc phòng (1992-1997) | Ủy viên TW Đảng Khóa 6,7 (1986-1996)                          |
| 9  | Nguyễn Đệ (1928-1998)                                                 | 1986-1996           | Trung tướng                           | | Ủy viên TW Đảng Khóa 7 (1991-1996)                            |
| 10 | Nguyễn Văn Tấn (1941-2007)                                            | 1996-2000           | Trung tướng                           | |                                                               |
| 11 | Huỳnh Tiền Phong (1945-)                                              | 2000-2007           | Trung tướng                           | |                                                               |
| 12 | Trần Phi Hổ (1953-2023)                                               | 2007-4.2011         | Trung tướng (2008)                    | Phó Tư lệnh -TMT Quân khu 9 (2002-2006) Phó Trưởng ban Chỉ đạo tây nam bộ(2011-2016) |                                                               |
| 13 | Nguyễn Phương Nam (1957-)                                             | 4.2011-9.2015       | Trung tướng (2011)                    | Phó Tổng Tham mưu trưởng Quân đội nhân dân Việt Nam(2015-2021) |                                                               |
| 14 | Nguyễn Hoàng Thủy (1960-)                                             | 9.2015-6.2020       | Thiếu tướng (2011) Trung tướng (2015) | |                                                               |
| 15 | Nguyễn Xuân Dắt (1967-)                                               | 6.2020- nay         | Thiếu tướng (2016) Trung tướng (2020) | |                                                               |

## Chính ủy qua các thời kỳ
| TT | Họ tên Năm sinh-năm mất   | Thời gian đảm nhiệm | Cấp bậc tại nhiệm                                         | Chức vụ cuối cùng                                                                        | Ghi chú                                                                 |
| -- | ------------------------- | ------------------- | --------------------------------------------------------- | ---------------------------------------------------------------------------------------- | ----------------------------------------------------------------------- |
| 1  | Võ Quang Anh              | 1947-1950           |                                                           | Tham mưu trưởng Bộ Tư lệnh Quân khu 9; Chánh ủy Bộ Tư lệnh Quân khu 9 (từ 1947 đến 1950) | Phó Tư lệnh Bộ Tư lệnh Phân liên khu miền Tây Nam bộ (từ 1951 đến 1952) |
| 2  | Lê Văn Tưởng (1919- 2007) | 1976-1978           |                                                           |                                                                                          |                                                                         |
| 3  | Bùi Văn Huấn (1945-)      | 7.1995-2003         | Thiếu tướng (1998) Trung tướng (2003)                     | Thượng tướng (2009) Phó Chủ nhiệm Tổng cục Chính trị (2003-2011)                         | Ủy viên TW đảng Khóa 8,9,10 (1996-2011)                                 |
| 4  | Lưu Phước Lượng (1947-)   | 2003-11.2006        | Thiếu tướng (1998) Trung tướng (2004)                     | Phó trưởng ban chỉ đạo Tây Nam bộ (2007-2011)                                            | Nguyên Chính ủy Quân đoàn 4 (1995-2003)                                 |
| 5  | Nguyễn Việt Quân (1951-)  | 11.2006-2011        | Thiếu tướng (2005) Trung tướng (2010)                     |                                                                                          | Ủy viên TW đảng Khóa 10(2006-2011)                                      |
| 6  | Đinh Văn Cai (1955-)      | 2011-8.2015         | Thiếu tướng (2008) Trung tướng (2012)                     |                                                                                          |                                                                         |
| 7  | Huỳnh Chiến Thắng (1965-) | 8.2015-11.2020      | Thiếu tướng (2015) Trung tướng (2019) Thượng tướng (2022) | Phó Tổng Tham mưu trưởng Quân đội nhân dân Việt Nam (2020-nay)                           | Ủy viên Trung ương Đảng (2016-nay)                                      |
| 8  | Nguyễn Văn Gấu (1967-)    | 11.2020- 1.2022     | Thiếu tướng (2019) Trung tướng (2023)                     | Phó Chủ nhiệm Tổng cục Chính trị(2022-2024)                                              | Ủy viên Trung ương Đảng (2021-nay)                                      |
| 9  | Hồ Văn Thái(1968-)        | 1.2022-nay          | Thiếu tướng (2020)                                        |                                                                                          |                                                                         |

## Tham mưu trưởng qua các thời kỳ
| TT | Họ tên Năm sinh-năm mất   | Thời gian đảm nhiệm | Cấp bậc tại nhiệm                     | Chức vụ cuối cùng                                                                | Ghi chú                                              |
| -- | ------------------------- | ------------------- | ------------------------------------- | -------------------------------------------------------------------------------- | ---------------------------------------------------- |
| 1  | Phạm Hồng Lợi (1950-)     | 1998-2.2002         | Thiếu tướng (1998) Trung tướng (2003) | Phó Tổng Tham mưu trưởng (2.2002-2010)                                           | Nguyên Sư trưởng Sư đoàn 330                         |
| 2  | Trần Phi Hổ (1953-2023)   | 2.2002-2006         | Thiếu tướng (2003) Trung tướng (2008) | Tư lệnh Quân Khu 9 (1.2008-4.2011) Phó Trưởng ban chỉ đạo Tây Nam Bộ (2011-2016) |                                                      |
| 3  | Lê Minh Tuấn (1956-)      | 2006-10.2007        | Thiếu tướng (2008)                    | Phó tư lệnh Quân khu 9 (2008-2016)                                               | Nguyên Sư trưởng Sư đoàn 330                         |
| 4  | Nguyễn Xuân Tỷ (1957-)    | 10.2007-5.2009      | Thiếu tướng (2008) Trung tướng (2015) | Phó Giám đốc Học viện Quốc phòng (12.2014-12.2017)                               | Chỉ huy trưởng BCHQS tỉnh Tiền Giang (1.2005-9.2007) |
| 5  | Nguyễn Phương Nam (1957-) | 5.2009-4.2011       | Thiếu tướng (2008) Trung tướng (2012) | Tư lệnh Quân Khu 9 (4.2011-10.2015) Phó Tổng Tham mưu trưởng (10.2015-5.2021)    |                                                      |
| 6  | Nguyễn Hoàng Thủy (1960-) | 4.2011-9.2015       | Thiếu tướng (2011) Trung tướng (2015) | Tư lệnh Quân khu 9 (10.2015-6.2020)                                              |                                                      |
| 7  | Trương Minh Khải (1963-)  | 9.2015-2.2023       | Thiếu tướng (2015)                    |                                                                                  |                                                      |
| 8  | Chiêm Thống Nhất (1976-)  | 2.2023-nay          | Thiếu tướng (08/2024)                 |                                                                                  | Chỉ huy trưởng BCHQS TP Cần Thơ (4.2020-2.2023)      |

## Phó Tư lệnh qua các thời kỳ
- 1976-, Phạm Ngọc Hưng (1918-), Thiếu tướng (1974)
- 1976-1980, Lê Quốc Sản, Thiếu tướng (1974)
- 1977-1982, Nguyễn Hữu Xuyến (1915-2007), Trung tướng (1982)
- 1977-1979, Trần Văn Nghiêm, Trung tướng (1984)
- 1978-1983, Lê Khả Phiêu, Thượng tướng, Phó tư lệnh Chính trị.
- 1980-1997, Phan Lương Trực, Thiếu tướng.
- Trần Văn Niên, Thiếu tướng (1988)
- 1992-1997, Đinh Trung Thành, Thiếu tướng (1988)
- 1999-2006, Nguyễn Minh Chữ, Thiếu tướng (1992) nguyên Tư lệnh Quân đoàn 4, Quân đội nhân dân Việt Nam
- 2002-2006, Ngô Văn Dương, Thiếu tướng (2003)
- 1.2005-5.2009, Nguyễn Văn Lưỡng (sinh 1949), Thiếu tướng (2005) nguyên CHT Bộ CHQS Tỉnh Tiền Giang (1996-12.2004)
- 1.2008-5.2009, Nguyễn Phương Nam
- 2006-2008, Trần Phi Hổ, Thiếu tướng, Trung tướng, Tư lệnh Quân khu 9
- 2012-6.2015, Lê Quý Đạm, Thiếu tướng (2010), Trung tướng (2015), nay là Chủ nhiệm Tổng cục Kỹ thuật Quân đội nhân dân Việt Nam[23]
- 5.2009-12.2014, Nguyễn Xuân Tỷ, Thiếu tướng (2008)[24], Trung tướng (6.2015), Phó Giám đốc Học viện Quốc phòng (từ 1.2015-12.2017)
- 2008-2016, Lê Minh Tuấn, Thiếu tướng (2008)[25], nguyên TMT QK9, nguyên Sư trưởng Sư đoàn 330
- 2013-2017, Nguyễn Hoàng, Thiếu tướng (2010), nguyên Tư lệnh Quân đoàn 4[26]
- 2015-10.2015, Phạm Minh Thắng (1960-2015), Thiếu tướng (2015), nguyên Phó TMT Quân khu 9, Sư trưởng F330[27], mất do tại nạn giao thông 3/10/2015[28]
- 3.2016- 10.2020, Phạm Thành Tâm (1960), Thiếu tướng (2016), nguyên Chủ nhiệm Hậu cần Quân khu 9[29]
- 6.2016-6.2020, Nguyễn Xuân Dắt, Thiếu tướng (2016), nguyên Phó Tham mưu trưởng Quân khu 9[30], Tư lệnh Quân Khu 9 (9.6.2020-nay)
- 3.2017-11.2021, Nguyễn Hồng Hải, Thiếu tướng (2017), nguyên Phó Tham mưu trưởng Quân khu 9, nguyên CHT BCH Quân sự Tỉnh Đồng Tháp [31]
- 6.2020- nay, Nguyễn Minh Triều, Thiếu tướng (2020), nguyên Chỉ huy trưởng Bộ Chỉ huy quân sự tỉnh Bến Tre (10.2018-6.2020)
- 10.2020-6.2021, Trần Văn Tài, Thiếu tướng (2020), nguyên Phó Tham mưu trưởng Quân khu 9 (Ngày 01/7/2021 bị Thủ tướng Chính phủ cách chức Phó Tư lệnh Quân khu 9)
- 11.2021-nay, Nguyễn Văn Tiền, Thiếu tướng (2021) nguyên Phó Tham mưu trưởng Quân khu 9
- 10.2022-nayQuách Văn Nhỏ,  Thiếu tướng (2022) nguyên CHT BCH Quân sự Tỉnh Sóc Trăng

## Phó Chính ủy qua các thời kỳ
| TT | Họ tên Năm sinh-năm mất   | Thời gian đảm nhiệm | Cấp bậc tại nhiệm                                         | Chức vụ cuối cùng                                                                        | Ghi chú                                                                                       |
| -- | ------------------------- | ------------------- | --------------------------------------------------------- | ---------------------------------------------------------------------------------------- | --------------------------------------------------------------------------------------------- |
| 1  | Nguyễn Việt Quân (1951-)  | 2006-2007           | Thiếu tướng (2005) Trung tướng (2010)                     | Chính ủy Quân Khu 9 (2007-2011)                                                          | Ủy viên TW Đảng Khóa 10 (2006-2011)                                                           |
| 2  | Võ Văn Liêm (1955-)       | 2007-2011           | Thiếu tướng (2007) Trung tướng (2011)                     | Phó Chủ nhiệm Ủy ban Kiểm tra Quân ủy Trung ương (2011-2016)                             |                                                                                               |
| 3  | Phạm Văn Chua (1958-2020) | 2011-2.2018         | Thiếu tướng (2009)                                        |                                                                                          | nguyên Chính ủy Sư đoàn 330 (2004-2007) nguyên Phó chủ nhiệm chính trị Quân khu 9 (2007-2011) |
| 4  | Huỳnh Chiến Thắng (1965-) | 2014-9.2015         | Thiếu tướng (2015) Trung tướng (2019) Thượng tướng (2023) | Chính ủy Quân Khu 9(8.2015-10.2020) Phó Tổng Tham Mưu Trưởng QĐND Việt Nam (10.2020-nay) | Ủy viên TW Đảng Khóa 12 (2016-2021)                                                           |
| 5  | Đoàn Thanh Xuân (1963-)   | 1.2018-07.2023      | Thiếu tướng (2018)                                        |                                                                                          | nguyên Chính ủy Sư đoàn 330 (2010-2013) nguyên Chính ủy BCHQS tỉnh Tiền Giang (2013-2015)     |
| 6  | Huỳnh Văn Ngon            | 07.2023-nay         | Thiếu tướng (2022)                                        |                                                                                          | nguyên chủ nhiệm chính trị quân khu 9                                                         |

## Chủ nhiệm chính trị qua các thời kỳ
| TT | Họ tên Năm sinh-năm mất   | Thời gian đảm nhiệm | Cấp bậc tại nhiệm                     | Chức vụ cuối cùng                                                                    | Ghi chú                                                                         |
| -- | ------------------------- | ------------------- | ------------------------------------- | ------------------------------------------------------------------------------------ | ------------------------------------------------------------------------------- |
| 1  | Bùi Văn Huấn (1945-)      | 1993-1995           | Thiếu tướng (1998) Trung tướng (2003) | Thượng tướng (2009) Phó Chủ nhiệm Tổng cục Chính trị (2003-2011)                     | Ủy viên TW đảng Khóa 8,9,10 (1996-2011)                                         |
| 2  | Trần Vinh Quang (1944-)   | 1995-1998           | Thiếu tướng                           | Thứ trưởng Bộ LD-TB-XH (1999-2004)                                                   | Đại biểu Quốc hội khóa 10 (1997-2001)                                           |
| 3  | Nguyễn Thanh Dũng (1948-) | 1998-2004           | Thiếu tướng (2004)                    |                                                                                      |                                                                                 |
| 4  | Nguyễn Việt Quân(1951-)   | 2004-2006           | Thiếu tướng (2004) Trung tướng (2008) | Chính ủy Quân Khu 9 (2007-2011)                                                      | Ủy viên TW Đảng Khóa 10 (2006-2011)                                             |
| 5  | Võ Văn Liêm (1955-)       | 2006-2008           | Thiếu tướng (2007) Trung tướng (2011) | Phó Chủ nhiệm Ủy ban Kiểm tra Quân ủy Trung ương (2011-2016)                         |                                                                                 |
| 6  | Đinh Văn Cai (1955-)      | 2008-2011           | Thiếu tướng (2008) Trung tướng (2012) | Chính ủy Quân Khu 9 (2011-2015)                                                      |                                                                                 |
| 7  | Hồ Việt Trung (1955-)     | 2011-2015           | Thiếu tướng (2011)                    |                                                                                      |                                                                                 |
| 8  | Ngô Văn Ba (1958-)        | 2015-2018           | Thiếu tướng (2013)                    |                                                                                      |                                                                                 |
| 9  | Nguyễn Văn Gấu(1967-)     | 2018-(11.2020)      | Thiếu tướng (2018) Trung tướng (2023) | Chính ủy Quân Khu 9 (11.2020-01.2022) Phó Chủ nhiệm Tổng Cục Chính Trị (01.2022-nay) | Nguyên Chính ủy Sư đoàn 8                                                       |
| 10 | Hồ Văn Thái(1968-)        | 11/2020-01/2022     | Thiếu tướng (2021)                    | Chính uỷ Quân khu 9 (01.2022 - nay)                                                  | Nguyên Chính uỷ Bộ chỉ huy quân sự Tỉnh Kiên Giang,Đại biểu Quốc hội Khoá XIV   |
| 11 | Huỳnh Văn Ngon            | 01/2022-07/2023     | thiếu tướng (2022)                    | Phó Chính ủy Quân Khu 9 (07.2023-nay)                                                | Nguyên Chính ủy Sư đoàn 330                                                     |
| 13 | Lê Minh Quang             | 07/2023-12/2024     | thiếu tướng (2023)                    | Chính ủy Quân Đoàn 34 (12/2024-nay)                                                  | Nguyên Phó Chủ nhiệm chính trị Quân khu 9 Nguyên Chính ủy Bộ CHQS tỉnh An Giang |
| 14 | Dương Công Sang           | 02/2025-nay         | Đại tá                                | Chủ nhiệm Chính Trị Quân Khu                                                         | Nguyên Chính ủy Bộ CHQS tỉnh Đồng Tháp                                          |